# Self-Portrait (EP)
Self-Portrait (in coreano: 자화상) è il primo EP da solista del cantante sudcoreano Suho, pubblicato nel 2020.

## Tracce
1. O2 – 3:48
2. Let's Love (사랑, 하자) – 3:49
3. Made in You – 3:30
4. Starry Night (암막 커튼) – 4:38
5. Self-Portrait (자화상) – 3:50
6. For You Now (너의 차례) (featuring Younha) – 3:43